# Роял-Пайнс (Північна Кароліна)
Роял-Пайнс (англ. Royal Pines) — переписна місцевість (CDP) в США, в окрузі Банком штату Північна Кароліна. Населення — 4127 осіб (2020).

## Географія
Роял-Пайнс розташований за координатами 35°28′43″ пн. ш. 82°30′8″ зх. д. / 35.47861° пн. ш. 82.50222° зх. д. (35.478657, -82.502215).  За даними Бюро перепису населення США в 2010 році переписна місцевість мала площу 7,04 км², з яких 7,03 км² — суходіл та 0,01 км² — водойми.

## Демографія
Згідно з переписом 2010 року, у переписній місцевості мешкали 4272 особи в 1756 домогосподарствах у складі 1282 родин. Густота населення становила 607 осіб/км².  Було 1892 помешкання (269/км²).
Расовий склад населення:
| - 91,9 % — білих - 4,4 % — чорних або афроамериканців - 1,2 % — азіатів - 0,2 % — корінних американців |

До двох чи більше рас належало 1,7 %. Частка іспаномовних становила 1,8 % від усіх жителів.
За віковим діапазоном населення розподілялося таким чином: 20,9 % — особи молодші 18 років, 63,7 % — особи у віці 18—64 років, 15,4 % — особи у віці 65 років та старші. Медіана віку мешканця становила 45,3 року. На 100 осіб жіночої статі у переписній місцевості припадало 94,8 чоловіків;  на 100 жінок у віці від 18 років та старших — 89,9 чоловіків також старших 18 років.
Середній дохід на одне домашнє господарство  становив 85 787 доларів США (медіана — 70 833), а середній дохід на одну сім'ю — 91 844 долари (медіана — 78 750). Медіана доходів становила 57 480 доларів для чоловіків та 41 242 долари для жінок. За межею бідності перебувало 2,4 % осіб, у тому числі 1,1 % дітей у віці до 18 років та 6,0 % осіб у віці 65 років та старших.
Цивільне працевлаштоване населення становило 2484 особи. Основні галузі зайнятості: освіта, охорона здоров'я та соціальна допомога — 33,5 %, мистецтво, розваги та відпочинок — 13,8 %, науковці, спеціалісти, менеджери — 11,6 %, фінанси, страхування та нерухомість — 10,9 %.